# Raorchestes flaviventris
Espèce
Synonymes
- Ixalus flaviventris Boulenger, 1882
- Philautus flaviventris (Boulenger, 1882)
- Pseudophilautus flaviventris (Boulenger, 1882)
- Raorchestes emeraldi Vijayakumar, Dinesh, Prabhu & Shanker, 2014

Statut de conservation UICN

 DD  : Données insuffisantes
Raorchestes flaviventris est une espèce d'amphibiens de la famille des Rhacophoridae.

## Répartition
Cette espèce est endémique d'Inde.  Elle se rencontre au Kerala et au Tamil Nadu entre 1 249 et 1 488 m d'altitude dans les Anaimalai Hills dans les Ghats occidentaux.

## Description
Jusqu'en 2015, elle n'était connue par les spécimens remis à Boulenger par Richard Henry Beddome, et qui provenait de la côte de Malabar, la description de deux mâles, découvert en 2012, a permis de clarifier la situation systématique de cette espèce.
Les spécimens de Raorchestes flaviventris décrits par Boulenger présentaient soit un dos brun foncé avec des taches jaunes, soit un dos brun avec des réticulations ou de petites taches sombres. Leur ventre, granuleux, était jaune marbré de brun.
Les mâles mesurent de 29,4: à 35,3 mm et la femelle 49,3 mm.

## Systématique et taxinomie
Abraham, Zachariah et Cyriac en 2015 ont placé en synonymie Raorchestes emeraldi avec Raorchestes flaviventris et ont relevé de sa synonymie Raorchestes hassanensis.

## Étymologie
Son nom d'espèce, du latin flavus, « jaune », et ventris, « ventre », lui a été donné en référence à sa coloration.

## Publication originale
- Boulenger, 1882 : Catalogue of the Batrachia Salientia s. Ecaudata in the collection of the British Museum, ed. 2, p. 1-503 (texte intégral).